# RealD
RealD est une société américaine spécialisée dans la technologie du cinéma en relief. C'est aussi le nom du procédé inventé par Lenny Lipton et utilisé par cette entreprise.

## Technologie
Le procédé est basé sur un filtre, placé devant le projecteur, qui polarise alternativement l'image dans un sens ou dans un autre, en polarisation circulaire. Les spectateurs portent des lunettes polarisantes circulaires et l'écran doit préserver la polarisation.

## Référence
- Site officiel

1. ↑  Répertoire mondial des LEI (base de données en ligne), consulté le 17 septembre 2024.